# Neuerburg
Neuerburg è una città di 1 496 abitanti della Renania-Palatinato, in Germania.

Appartiene al circondario (Landkreis) Eifelkreis Bitburg-Prüm (targa BIT) ed è capoluogo della comunità amministrativa (Verbandsgemeinde) omonima.